# クモハゼ
クモハゼ (雲鯊、Bathygobius fuscus) は、太平洋とインド洋の潮間帯に生息するクモハゼ属のハゼの一種。第1背びれを縁取る黄色い帯が特徴。和名は体側に雲状の模様を持つことに因む。

## 形態
最大で全長10センチメートルから12センチメートルで、標準体長の3割ほどが頭部によって占められる。頭部は縦偏、体幹は側編し、典型的なハゼの体形を持つ。体の前方（第1背びれより前）と腹部は円鱗、それ以外は櫛鱗によって覆われる。
第1背びれの上部は太い黄色の帯に縁取られ、その下には黒褐色の帯がある。体側面の中央から下部には黒色斑が並ぶ。体色は周辺の環境に応じて変化する。
雄は雌に比べて大型で、体色が濃く、臀びれが高い。大きく複雑な精嚢を持つ。

## 分布
インド洋および太平洋に広く分布するが、ハワイにはいない。日本では千葉県沿岸・若狭湾を北限として与那国島まで分布し、小笠原諸島と八丈島にも生息する。

## 生態
河口域や岩礁性海岸、サンゴ礁に生息し、2メートルより浅い潮間帯の砂泥底や潮溜まりに見られる。最大寿命は満4年以上と推定されている。エビ、カニ、カイアシ類、端脚類、ヒザラガイ類、巻貝類を食べる。18ミリメートル以下の仔稚魚はカイアシ類を主な餌としているが、成魚がカイアシ類のなかでも匍匐性のものを食べるのに対して、仔稚魚は浮遊性のものを食べている。

### 繁殖
雌雄異体。九州沿岸での調査によれば、繁殖期は6月から9月。産卵は半月周性の周期で行われる。
産卵場所は砂泥上の石の下面、岩に開いた穴や割れ目、死んだマガキの殻。雄は巣穴に留まり、近くに来た雌に求愛する。雌が求愛を受けて巣穴に入ると、さらに求愛行動が行われたのちに、産卵が起こる。産卵後、雄は卵が孵化するまでの間、巣穴の入り口に留まって卵を保護し、同種や他種の動物を追い払うが、卵保護中に他の雌と再び繁殖することもある。
その一方で、自らは産卵場所を占有しないスニーカー雄は、他の雄の巣穴の近くに隠れ、雌が産卵を始めると巣穴に入り込んで卵を受精させる。スニーカーは産卵場所を占有する雄に比べて小さい傾向にあるが、精巣はより大きく発達する。産卵場所を持つ雄はスニーカーを追い払うが、スニーカーは他のスニーカーが追い払われている隙や、雄が巣穴の中に入った直後などに、侵入に成功することが多い。大きいスニーカーほど巣穴に近い場所で機会を待つので、より侵入に成功しやすい。一方で侵入したスニーカーは巣穴の持ち主によって追い出されることになるが、小さいスニーカーほど長い時間追い出されずに留まる傾向にある。繁殖期の後半に大型の雄が少なくなると、それまでスニーカーだった小型の雄も空いた巣穴を占有することが多くなる。
卵は太い棍棒状の沈性付着卵で、長径は約1.8ミリメートル、短径は約0.35ミリメートル。水温摂氏23度から27度では約65時間で孵化し、孵化直後の仔魚は全長約2.3ミリメートル。仔魚は、後部の背側と腹側の両方に黒色胞が並ぶのが特徴。

### 発音
クモハゼは咽頭歯をこすり合わせて出す唸り声のような音（グラント音）と、口腔内に水を流入させて出すポンというパルス音の2種類の音を出す。グラント音は求愛に使われ、繁殖期にしか聞かれない。パルス音も繁殖期に多く発せられるが、こちらは個体間での威嚇や攻撃の際に用いられる。

## 核型
染色体数は24対48本（2n=48）で、いずれの染色体も単腕（動原体が端に付着する）である。

## 分類
クモハゼはハゼ科クモハゼ属に分類されている。クモハゼ属にはほかにスジクモハゼ、ヤハズハゼ、クロヤハズハゼ、シジミハゼ、クサビハゼなどが含まれるが、クモハゼはなかでもクロヤハズハゼと多くの特徴を共有する。この2種の明確な識別点は色彩で、第1背びれの模様が異なることと、クロヤハズハゼの体側の黒色斑は下部に伸びないことで区別できる。またクモハゼのほうが頭部がやや短く、第1背びれがより前傾する。
分子系統学によればクモハゼ属はヒトミハゼ属に近縁であると推定されている。形態の比較から、ほかにウロハゼ属、サザレハゼ属との近縁性が指摘されている。